# Olympische Sommerspiele 1988/Teilnehmer (Monaco)
| Gelbes Symbol für Goldmedaillen mit stilisierten Olympischen Ringen | Graues Symbol für Silbermedaillen mit stilisierten Olympischen Ringen | Braundes Symbol für Bronzemedaillen mit stilisierten Olympischen Ringen |
| ------------------------------------------------------------------- | --------------------------------------------------------------------- | ----------------------------------------------------------------------- |
| —                                                                   | —                                                                     | —                                                                       |

Monaco nahm an den Olympischen Sommerspielen 1988 in Seoul, Südkorea, mit einer Delegation von 9 Sportlern (acht Männer und eine Frau) teil.
Fahnenträger bei der Eröffnungsfeier war der Radfahrer Stéphane Operto.

## Teilnehmer nach Sportart

### Bogenschießen
- Gilles Cresto
Einzel: 65. Platz

### Fechten
- Olivier Martini
Säbel, Einzel: 35. Platz

### Judo
- Gilles Pages
Superleichtgewicht: 20. Platz

- Eric-Louis Bessi
Mittelgewicht: 33. Platz

### Leichtathletik
- Gilbert Bessi
100 Meter: Vorläufe

### Radsport
- Stéphane Operto
Straßenrennen: 106. Platz

### Schießen
- Fabienne Diato-Pasetti
Frauen, Luftgewehr: 43. Platz

### Segeln
- Philippe Battaglia
Finn-Dinghy: 30. Platz

- Didier Gamerdinger
Windsurfen: 32. Platz